# Ibrox Park
Der Ibrox Park war ein Fußballstadion im gleichnamigen Stadtteil von Glasgow. Es war die Heimatstätte der Glasgow Rangers zwischen 1887 und 1899. Zudem war es dreimal Austragungsort des schottischen Pokalfinals und dreimal Länderspielort für Schottland.

## Geschichte
Die im Jahr 1872 in Glasgow gegründeten Rangers spielten zuvor zwischen den Jahren 1876 und 1887 im Kinning Park im Süden der Stadt. Nachdem ein Ausbau nicht möglich war, zogen die Rangers innerhalb Glasgows weiter westlich bis an die Stadtgrenze zu Govan, um ein neues Stadion zu errichten. Dabei wurde Ibrox als neuer Standort gewählt, da es über eine gute Verkehrsanbindung durch den nahe gelegenen Bahnhof hatte. 
Auf dem Gelände wurde ein Mietvertrag über zehn Jahre abgeschlossen. Auf der Nordseite des Spielfelds wurde von Fred Braby & Co. eine nicht überdachte Tribüne mit 1200 Sitzplätzen und ein angrenzender Pavillon errichtet. Die anderen drei Seiten waren terrassiert und von einer Laufbahn umgeben. An der Südseite des Spielfelds wurde später eine weitere Tribüne errichtet.
Das Eröffnungsspiel der neuen Heimspielstätte fand am 20. August 1887 bei einem Freundschaftsspiel gegen Preston North End statt.
Die Rangers waren im Jahr 1890 Gründungsmitglied der Scottish Football League, und das erste Ligaspiel wurde am 18. August 1890 im Ibrox Park gegen den Heart of Midlothian ausgetragen. Das Spiel endete vor 4000 Zuschauern mit einem 5:2-Sieg. Einen Besucherrekord in der Liga gab es am 22. Oktober 1892 als 8000 Zuschauer eine 1:3-Niederlage im Old Firm gegen Celtic Glasgow sahen.
Im Ibrox Park absolvierte die schottische Nationalmannschaft in den Jahren 1889, 1892 und 1897 jeweils ein Länderspiel. Die höchste Zuschauerzahl wurde 1892 aufgestellt als insgesamt 21.000 Schotten eine 1:4-Niederlage gegen England sahen.
Es wurde zudem dreimal als Austragungsort des Endspiels im Scottish FA Cup gewählt. Im Jahr 1890 gewann der FC Queen’s Park gegen Vale of Leven, 1892 Celtic Glasgow gegen Queen’s Park und 1895 der FC St. Bernard’s gegen Renton. Beim Endspiel 1892, dem ca. 40.000 Zuschauer im überfüllten Stadion beiwohnten, starben drei Menschen, nachdem eine Tribüne teilweise eingestürzt war.
Nachdem der Stadtrivale Celtic 1892 mit dem neuen Celtic Park eines der modernsten Stadien seiner Zeit eröffnet hatte, beschlossen die Rangers einen neuen Standort neben dem Ibrox Park zu pachten und ein neues Stadion von Grund auf neu zu errichten. 
Im Dezember 1899 wurde das neue Stadion der Rangers eröffnet. Das Ibrox Stadium wurde westlich des alten Standorts gebaut und überlappte das alte Bauwerk teilweise, das direkt an der Copland Road lag. Das östliche Ende des ehemaligen Ibrox Park wurde für den Wohnbau genutzt.
Das letzte Ligaspiel der Rangers im Ibrox Park wurde am 9. Dezember 1899 gespielt, als 5000 Zuschauer einen 6:1-Heimsieg über den FC Kilmarnock sahen.